# Despotát Angelokastron a Lepanto
Despotát Angelokastron a Lepanto byl balkánský krátkotrvající státní útvar pozdního středověku, kterému vládl jediný vládce, a to albánský vůdce Gjin Bua Shpata. Vedle Albánie zahrnoval despotát i západní Řecko. Vznikl roku 1359 po bitvě u Achelous, kde byl poražen Nikeforos II. Orsini, despota Epiru, a zanikl roku 1374, kdy byl sjednocen s despotátem Arta. 
Gjin Bua Shpata byl despotou uznaným Byzantskou říší, jeho panství zahrnovalo Aitólii, Angelokastro (do roku 1399), Neupaktos (1378–1399) a Artu (do 1399), přestože za své vlády musel čelit mnoha nepřátelům a válčit na mnoha frontách, za celých 42 let své vlády nebyl poražen.